# Вилхелмов врисак
Вилхелмов врисак је често коришћен звучни ефекат у филму или телевизији, какав је први пут употребљен 1951. године у филму Доживљаји капетана Вајта (енгл. Distant Drums). Ефекат је поново постао популаран након што је примењен у филму Звјездани ратови, као и у многим другим популарним филмовима, телевизијским програмима и видео-играма.
Вилхелмов врисак је постао познат биоскопски звучни клише, а неки тврде да је употребљен у више од 400 филмова.

## Историја
Звучни ефекат настао је од низа звучних ефеката за филм Доживљаји капетана Вајта (енгл. Distant Drums) из 1951. године. У једној сцени тог филма војници се пробијају кроз мочвару, а једног од њих угризе алигатор и одвуче га под воду. Врисак коришћен за ту сцену снимљен је накнадно, као и пет других кратких болних крикова, који су описани као „Човјека угризе алигатор, па он врисне“. Пети врисак је употребљен за сцену са алигатором, али четврти, пети и шести крикови снимљени у том низу су употребљени и раније у филму, када три Индијанца буду погођена током напада на утврђење. Иако су крици 4–6 најпрепознатљивији, инжењери за обраду звука све крике називају „Вилхелмовим“.
Поновну употребу Вилхелмовог вриска у филмовима покренуо је уредник звука Бен Берт (енгл. Ben Burtt), који је открио првобитни снимак и искористио га у једној сцени у филму Звјездани ратови — епизода IV: Нова нада, када Лук Скајвокер погоди једног непријатељског војника који наког тога пада. Берт је врисак назвао по регруту Вилхелму, споредном лику који је испустио исти крик у филму The Charge at Feather River из 1953. године. Берт је почео да користи тај звучни ефекат и у осталим филмовима на којима је радио, укључујући већину пројеката са Џорџом Лукасом и Стивеном Спилбергом. Другим уредницима звука се ефекат свидио, па је тако у круговима уредника звука настала традиција укључивања тог ефекта у филмове.
Иако је непознат идентитет особе која је снимила врисак (или тачније: цео низ крикова), Берт је открио документе који наговештавају да га је највероватније снимио пјевач и глумац Шеб Вули (енгл. Sheb Wooley).